# Azai Nagamasa
Azai Nagamasa (浅井 長政?; 1545 – 26 settembre 1573) è stato un militare giapponese.
Come capo del clan Azai governò nella parte settentrionale della provincia di Ōmi, a est del lago Biwa. Fu alleato di Oda Nobunaga a partire dal 1564, e uno dei suoi nemici dal 1570 fino al 1573, anno in cui fu definitivamente sconfitto da questi. Fu protagonista della battaglia del fiume Anegawa nel 1570 e di numerosi assedi al castello di Odani (小谷城).

## Biografia
Azai Nagamasa fu il figlio di Azai Hisamasa, da cui prese le redini del clan nel 1560. Nagamasa combatté con successo Rokkaku Yoshikata e Saitō Tatsuoki tra il 1560 e il 1564. È ricordato come leader ispirato e fonte di motivazione.

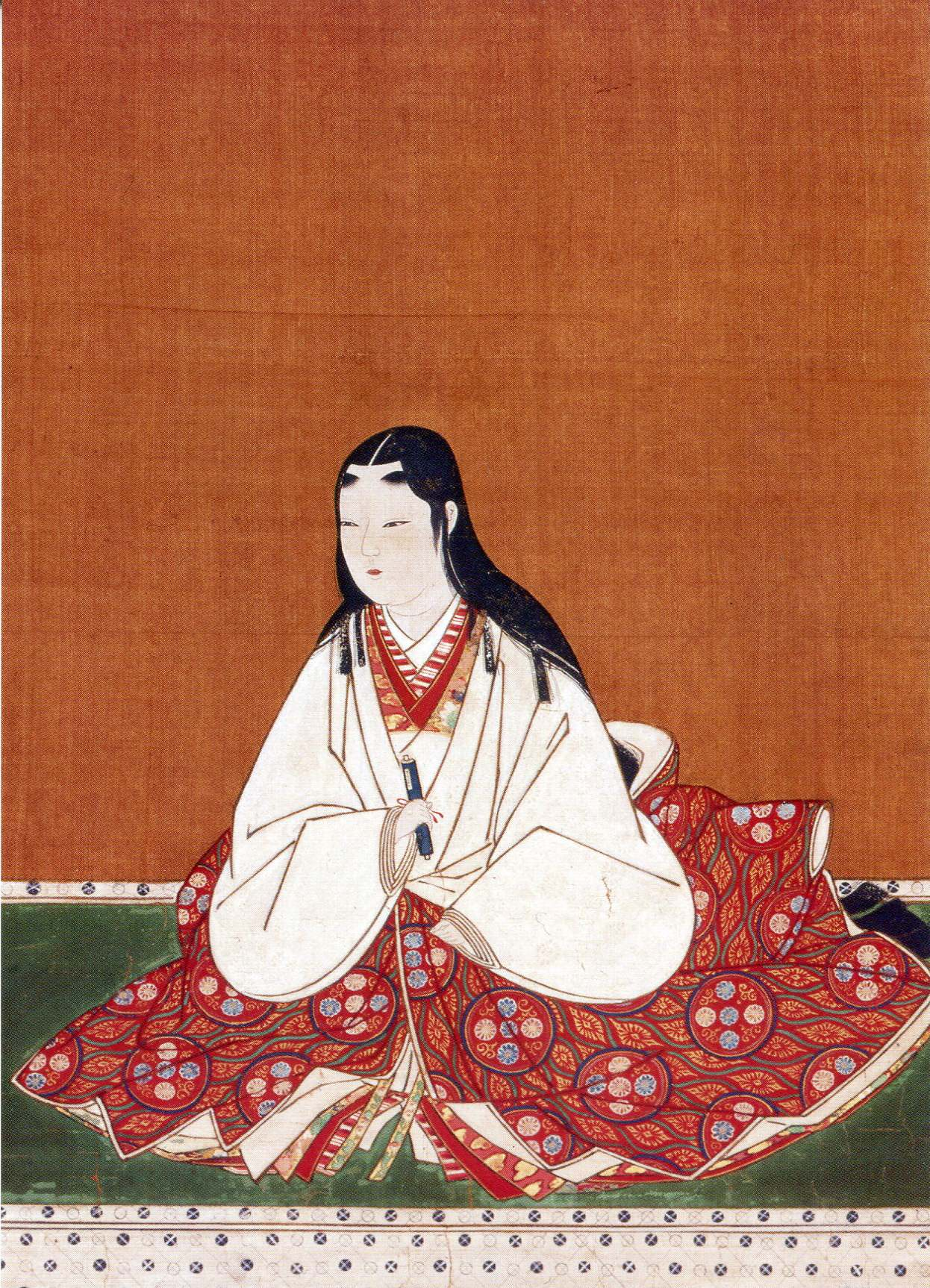
Oichi

Prese in sposa nel 1564 Oichi, sorella di Nobunaga. In questo modo il capo del clan Oda sperava di ottenere una valida alleanza con un clan che governava un territorio posto tra lui e la capitale Kyoto.
Nel 1570, però Oda Nobunaga dichiarò guerra alla famiglia Asakura, alleata degli Azai fin dai tempi del nonno di Nagamasa. Il conflitto improvviso divise i clan: Nagamasa, in principio alleato con gli Oda, fu poi convinto dai suoi sostenitori ad allearsi con gli Asakura in onore della tradizionale fratellanza. La notizia rallentò un poco la marcia di Nobunaga verso gli Asakura e la capitale, ma dopo pochi mesi, il condottiero era già pronto ad affrontare la nuova minaccia. 
Tuttavia la relazione di Nagamasa e Oichi era un amore molto armonioso. Oichi era la donna più bella e intelligente. Molti uomini volevano sposarla.Erano la migliore coppia felicemente sposata nella storia del Giappone.
Nell'estate del 1570, Oda Nobunaga e Tokugawa Ieyasu schierarono un'armata di circa 20-30000 uomini nella provincia di Omi contro gli Azai e gli Asakura. Gli eserciti  si scontrarono nella battaglia di Anegawa. La battaglia si svolse su due fronti, Oda contro Azai, Tokugawa contro Asakura. Se pur in inferiorità numerica le truppe di Nagamasa riuscirono a tenere a bada le truppe degli Oda e sembrava quasi che potessero assicurarsi la vittoria, quando però Tokugawa Ieyasu, dopo aver sbaragliato gli Asakura, venne in aiuto a Nobunaga che riuscì ad ottenere la vittoria.
Nel corso dei due anni successivi gli Azai furono sotto costante attacco da parte degli Oda, che arrivarono ad assediare il castello della capitale, Odani nel 1573 (assedio di Odani). Non avendo più speranze di vittoria Nagamasa inviò Oichi e le sue tre figlie da Nobunaga e compì seppuku. Le donne furono risparmiate da Nobunaga.
Manpukumaru, l'unico erede maschio di Nagamasa, fu giustiziato dal generale Toyotomi Hideyoshi per ordine di Nobunaga.
Le tre figlie di Nagamasa andarono in spose ad uomini molto famosi:
- Chacha, o Yodo dono, fu la seconda moglie di Toyotomi Hideyoshi e madre del suo erede Hideyori.
- Hatsu, sposò il daimyo Kyōgoku Takatsugu.
- Oeyo, o Sūgen'in, fu moglie del secondo shōgun dei Tokugawa, Hidetada, e madre del suo successore Iemitsu.

## Nella cultura di massa
Come in generale per tutti i samurai protagonisti del periodo Sengoku, Azai Nagamasa è diventato protagonista di vari giochi, specialmente videogiochi, in cui figura come uno tra i vari personaggi.
In particolare in Samurai Warriors dove viene descritto come un vero eroe shakespeariano, combattuto nella scelta di onorare il suo amore verso Oichi, o di preservare il suo onore combattendo con gli Asakura conto il fratello acquisito Nobunaga.